# 阿克塞尔·吕丁
阿克塞尔·吕丁（瑞典語：Axel Rydin，1887年2月14日—1971年5月13日），瑞典前男子帆船运动员。他曾代表瑞典参加1920年夏季奥林匹克运动会帆船比赛，获得40平方米级金牌。